# Maraces femoralis
Maraces femoralis là một loài tò vò trong họ Ichneumonidae.